# Ширє
Ширє (словен. Širje) — поселення в общині Лашко, Савинський регіон, Словенія. Висота над рівнем моря: 461,3 м.